# Makuta
El Makuta Teridax , Señor de la oscuridad, es un personaje ficticio y el principal antagonista en la historia de Bionicle. Es el más experimentado y poderoso de toda la Hermandad de Makuta y ejerce como líder de la misma. Según las leyendas es el hermano mayor del espíritu Mata Nui y el responsable de su sueño.

## Historia

### En Metru Nui
Makuta es el hermano mayor de Mata Nui y por siglos, ambos gobernaron el universo Bionicle con justicia protegiendo a los inocentes y castigando a los que osaran desafiar su autoridad (tal cual fue el caso de los Barraki) pero la codicia y el poder empezaron a nacer en Makuta, el cual sentía envidia de la posición de su hermano menor aunque no lo admitía.
Como brillante estratega, empezó a organizar planes de dominio a espaldas de su hermano, empezó a manipular desde las sombras al turaga Dume, al cual finalmente rapto y reemplazo casi un año antes del gran cataclismo. Bajo la máscara de Dume, Makuta armó su plan para apoderarse de todo, Comenzó introduciendo a los matoran en cápsulas de sueño y finalmente usó su poder para derrocar a su hermano, sumiéndolo en un profundo sueño.
Los toa Metru desafiaron a Makuta en su forma de Ultimate Dume y lo derrotaron utilizando la máscara del tiempo, la cual se perdió durante el encuentro, congelándolo en protodermis, y liberando un pequeño grupo de matoran a Mata Nui. Pero Makuta había previsto su derrota, por lo que dejó el cuidado de los matoran que quedaran a cargo de los reyes Roodaka y Sidorak y su enjambre de vizorak.
Makuta le dio, en secreto, a Roodaka la orden de despertarlo a como dé lugar y Roodaka, dado que amaba a Makuta, aceptó la oferta, la cual cumplió gracias a que Vakama Hordika le disparó en su collar, que contenía un cristal de la protodermis de Makuta. Makuta despertó y salvo a Roodaka, transportándola a Karda Nui, en agradecimiento por cumplir su promesa.

### En Mata Nui
Tras su despertar, Makuta creó distintas especies de Bionicle (entre ellas el Makuta, criaturas hostiles creadas a imagen y semejanza de sí mismo) con el objetivo de destruir a los Matoran. Primero envió a las bestias Rahi, distintos animales que viven en la isla, controladas por él, pero aparecieron los Toa y las liberaron de su hechizo. Una vez que Makuta fue derrotado, mandó una plaga de enjambres de Bohrok, criaturas-insectos completamente mecánicos comandados por las Gemelas Bahrag. Los Toa combinaron sus poderes elementales para vencer a las gemelas, pero fueron expuestos a protodermis líquida, sufriendo una transformación que los llevó a ser Toa Nuva.
Aparecieron seis Bohrok de elite, autodenominados los Bohrok-Kal, que robaron los poderes elementales de los Toa Nuva para liberar las reinas bahrag para que los bohrok reinicien su labor de destrucción. Los Toa los derrotaron antes de que realizaran esta misión, utilizando la Máscara del Tiempo.
Después de fracasar de nuevo en su intento de eliminar a los Toa Nuva, Makuta envió a los Rahkshi para impedirles encontrar al Séptimo Toa. Los Toa Nuva derrotaron a los Rahkshi, y Takua se transformó en Takanuva. Makuta decidió enfrentarse a éste, reclamándole su máscara en un destructivo juego de Kohli. Takanuva venció y trató de quitarle su Kanohi Kraahkan, pero ambos cayeron en protodermis energizada, fundiéndolos en un solo ser, Takutanuva. Este abre la puerta hacia Metru Nui y revive a Jaller, pero es machacado por la puerta y se vuelve a dividir en dos.
Tras eso, Makuta quedó muy débil, y sólo puede transformarse en Antidermis. Se conecta telepáticamente con los Piraka y les informa sobre la Máscara de la Vida, que está escondida en algún lugar de Voya Nui. Solo Zaktan sabe que la Antidermis es el mismo Makuta, pero Avak sospecha de ella al ver que el comportamiendo de Zaktan cambió después del viaje a la guarida de Makuta.
Una vez derrotados los Piraka en Voya Nui, Makuta bajó al océano. Posee el cuerpo del robot Maxilos, un guardián robótico del Pit en Mahri Nui, donde los Toa Mahri luchan contra los Barraki por la Máscara de la Vida. Makuta forzó a Matoro para que reviviera el cuerpo de Toa Tuyet, y se comunicó telepáticamente con Makuta Icarax, miembro de la Hermandad de Makuta, para que encuentre la Kanohi Kraahkan, la Máscara de las Sombras.

## Formas
Makuta ha utilizado distintas formas para atacar a los Toa. Por orden de aparición:
- Turaga Dume: Secuestró a Turaga Dume un año antes del Gran Cataclismo. Utilizó esta forma para engañar a los Matoran y a los Toa, aprovechando que Turaga Dume era su líder, y así poder borrar la memoria de los Matoran y despertarlos haciendo que pensasen que era su líder sin tener que disfrazarse.
- Ultimate Dume: Tomó esta poderosa forma cuando absorbió a Nidhiki, Krekka, y su mascota, el pájaro Nivawk. En la película lo muestran similar a la forma del Titán de las Sombras pero con alas de Nivawk modificadas, cuando el Set, lucia un aspecto por completo diferente.
- Matoran: Al llegar a la isla Mata Nui tomó esta forma para presentarse ante los demás. Poseía una Kanohi Hau infectada, y el resto de su cuerpo era de tonos grisáceos.
- Vortex: es la forma con la que se enfrentó a los Toa Mata después de cambiar de la forma Matoran. Es una máscara Kanohi Hau infectada, con diferentes partes biónicas, posiblemnete huesos, girando a su alrededor.
- Titán de las Sombras: es la forma con que peleó contra Takanuva. Es la que más usa.
- Takutanuva: Cuando Takanuva y Makuta cayeron en un estanque de protodermis se fusionaron en un cuerpo.
- Antidermis: en esta forma ayudó a los piraka a esclavizar a los matoran de voya nui
- Robot Maxilos: al caer la máscara de al vida en el abismo Makuta la siguió ayudando a los Toa Mahri a encontrarla y usarla siguiendo su siniestro plan.
- Mata Nui: Aprovechando que Mata Nui dormía, Makuta Teridax entró en su cerebro y se adueñó de su cuerpo y poderes, convirtiéndose en el nuevo amo del Universo Bionicle.

- Datos: Q11690310